# Alangalang
Alangalang è una municipalità di quarta classe delle Filippine, situata nella Provincia di Leyte, nella Regione di Visayas Orientale.
Alangalang è formata da 54 baranggay:
- Aslum
- Astorga (Burabod)
- Bato
- Binongto-an
- Binotong
- Blumentritt (Pob.)
- Bobonon
- Borseth
- Buenavista
- Bugho
- Buri
- Cabadsan
- Calaasan
- Cambahanon
- Cambolao
- Canvertudes
- Capiz
- Cavite

- Cogon
- Dapdap
- Divisoria
- Ekiran
- Hinapolan
- Holy Child I (Pob.)
- Holy Child II (Pob.)
- Hubang
- Hupit
- Langit
- Lingayon
- Lourdes
- Lukay
- Magsaysay
- Milagrosa (Pob.)
- Mudboron
- P. Barrantes
- Peñalosa

- Pepita
- Salvacion
- Salvacion Poblacion
- San Antonio
- San Antonio Pob. (Patong Norte)
- San Diego
- San Francisco East
- San Francisco West
- San Isidro
- San Pedro
- San Roque (Pob.)
- San Vicente
- Santiago
- Santo Niño (Pob.)
- Santol
- Tabangohay
- Tombo
- Veteranos